# Chondrina bigorriensis

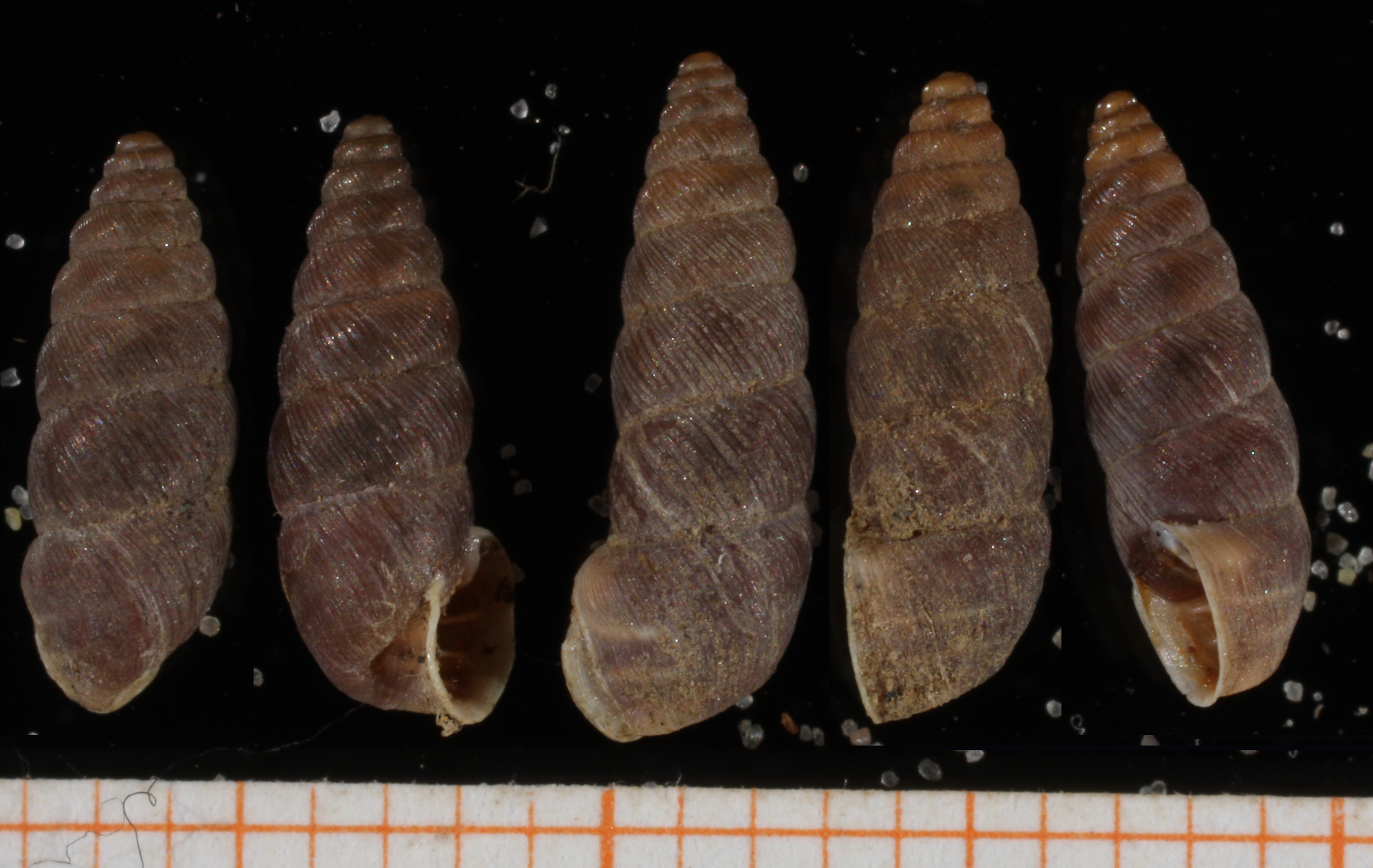
Seitenansicht der Gehäuse

Chondrina bigorriensis ist eine Art der Kornschnecken (Chondrinidae) aus der Unterordnung der Landlungenschnecken (Stylommatophora).

## Merkmale
Das schlank spindelförmige bis schlank kegelförmige Gehäuse ist 5,7 bis 9,0 mm hoch und 2,2 bis 2,8 mm breit. Die 7 bis knapp 9 Windungen sind mäßig stark gewölbt, die Gehäusespitze ist vergleichsweise stumpf. Die Oberfläche ist fein und regelmäßig gerippt; die Rippung wird auf der letzten Windung oft etwas schwächer, fast glatt, und wird zudem unregelmäßiger. Das Gehäuse ist dunkelhornbraun gefärbt. Der Mündungsrand ist mäßig bis stark verdickt und umgeschlagen, aber nicht abgeflacht und in der Parietalregion auch nicht zusammenhängend. Die Mündungsbewehrung besteht aus 8 Zähnen. Die Spiralis ist meist mit der Angularis verbunden. Im Nackenbereich ist eine kräftige Parietalis vorhanden. Im Spindelbereich ist die Columellaris kräftiger ausgebildet als die Infracolumellaris. Im Gaumenbereich ist die Palatalis Superior höher und länger als die Palatalis Inferior. Die Infrapalatalis ist noch kürzer und niedriger und kann gelegentlich auch fehlen. Eine kleine höckerförmige Suprapalatalis kann vorhanden sein oder auch fehlen. Auch eine Suturalis fehlt. Eine Basalis ist gelegentlich vorhanden. Die Endwindung ist oft leicht geschultert. Im Nackenbereich ist sie schief abgeflacht. Im Bereich der Infrapalatalis ist manchmal eine Einkerbung vorhanden. Die Basis ist oft deutlich gekielt.
Im männlichen Teil des Geschlechtsapparates ist Penis und Epiphallus im unteren Teil des Penis verwachsen und bilden eine Schleife. Der Penis bzw. die Penishälfte ist dicker als die Epiphallushälfte. Der „freie“ Penis, d. h. der Penisteil zwischen dem Atrium und der Verwachsung Penis/Epiphallus ist recht kurz; er misst nur etwa Fünftel bis ein Viertel der Länge der Schleife. Der Penisretraktormuskel setzt im ersten Viertel bis ersten Fünftel der Schleife an. Die Innenwand des Penis weist im ersten Viertel der proximalen Hälfte der Penisschleife eine teils undeutlich quergerunzelte Längsstruktur auf. In den folgenden zwei Viertel ist eine quer verlaufende Runzelstruktur ausgebildet, die Längsstruktur weniger deutlich. Im letzten Viertel und im ersten Fünftel bis Viertel der distalen Hälfte überwiegt die Längsstruktur. Danach erweitert sich am Übergang Penis/Epiphallus das Lumen plötzlich; an der Innenwand sind nun grobe Querrunzeln vorhanden. Im folgenden Abschnitt des Epiphallus bis zur Einmündung des Samenleiters ist dann schließlich eine fein quergerunzelte Längsstruktur vorhanden.
Im weiblichen Teil des Geschlechtsapparates ist die vergleichsweise sehr lang, der freie Eileiter sehr kurz. Die Vagina ist zwei- bis viermal so lang wie der „freie“ Penis. Der Stiel der Samenblase ist an der Verzweigung Stiel der Samenblase/freier Eileiter ist der Stiel ein- bis fast eineinhalbmal so breit wie der Eileiter. Die Samenblase reicht bis nur zur Prostatadrüse, nicht bis zur Albumindrüse. Der Stiel ist nicht in das Gewebe der Prostatadrüse eingebettet.

### Ähnliche Arten
Chondrina bigorriensis unterscheidet sich von Chondrina tenuimarginata durch die Gehäuseform (plumpere Gehäusespitze und einen den weniger kegeligen Habitus), den Mundsaum der nicht flach umgeschlagen ist, die dunklere Gehäusefärbung und durch das Fehlen der Suturalis in der Mündungsbewehrung. Chondrina avenacea avenacea hat an den Stellen, wo sie mit Chondrina bigorriensis sympatrisch lebt, ein kleineres Gehäuse. Der Mündungsrand ist im Basalbereich regelmäßiger U-förmig gebogen, und die Gehäuseoberfläche hat eine schwächere Berippung.

## Geographische Verbreitung und Lebensraum
Das Verbreitungsgebiet erstreckt sich nördlich der Wasserscheide von den Ostpyrenäen bis in die Westpyrenäen. Lediglich kleinere Vorkommen liegen südlich der Wasserscheide in Katalonien (Benasque). Die Art lebt in offenen, felsigen Standorten von etwa 200 m bis über 2000 m über Meereshöhe.

## Taxonomie
Das Taxon wurde 1835 von Charles des Moulins als Pupa bigorriensis in Synonymie von Pupa megacheilos var. pusilla des Moulins, 1835 aufgestellt. Da jedoch Ancey (1881) und dann folgend Henry Augustus Pilsbry (1918) und f. Haas (1926) das Taxon als gültige Art behandelten, ist der Name verfügbar. Edmund Gittenberger gab Chondrina bigorriensis die Priorität vor Pupa megacheilos var. pusilla des Moulins, 1835. Er gibt folgende Synonyme an, die Fauna Europaea folgt ihm darin:
- Pupa megacheilos var. pusilla des Moulins, 1835
- Pupa megacheilos var. gracilis Rossmässler, 1842
- Pupa moquiniana Küster, 1843
- Pupa bigorriensis var. sinistrorsa Ancey, 1881 (nom. nud.)
- Pupa hospitii Fagot, 1888
- Pupa aureacensis Locard, 1894
- Pupa baregiensis Locard, 1894
- Pupa oparea Locard, 1894

## Gefährdung
Nach der Einschätzung der International Union for Conservation of Nature and Natural Resources (IUCN) ist die Art trotz ihres kleinen Verbreitungsgebietes nicht gefährdet.

## Belege

### Online
- AnimalBase - Chondrina bigorriensis (Des Moulins, 1835)